# New Walk Centre (Leicester)

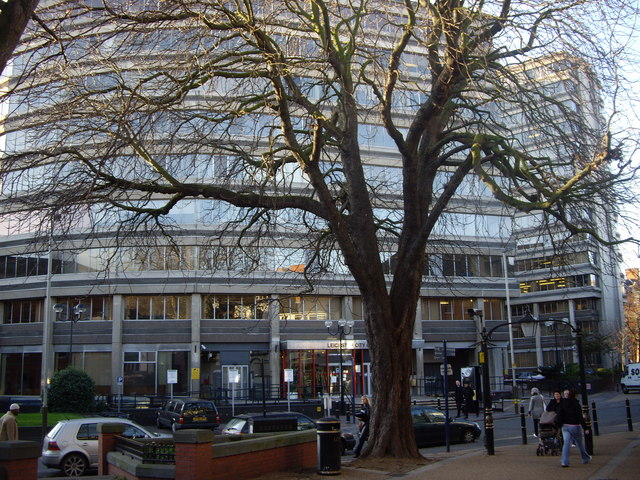
Budynki Leicester City Council od ul. New Walk

New Walk Centre - budynek urzędu miasta, rady miasta (ang. City Council) położony przy Welford Place w mieście Leicester w Wielkiej Brytanii. Budynek oddany do użytku w 1965 r., zburzony 22 lutego 2015 r.
Wysokość budynku wynosiła 55 metrów, kondygnacji 15.